# 日本天然ガス
K&Oヨウ素株式会社（けいあんどおーようそかぶしきがいしゃ）は、南関東ガス田のうち千葉県長生郡白子町を中心とした一帯の鉱区の採掘権を所有し、ヨウ素・ヨウ素化合物の生産・販売及び天然ガスの開発・生産・販売を営む株式会社である。

## 概要
K&Oエナジーグループの連結子会社として、天然ガスの採取・販売とヨウ素の製造・販売を行う。天然ガスは一般家庭向け都市ガスとして同グループの関東天然瓦斯開発及び白子町ガス事業所に供給。ヨウ素の製造に際しては、関東天然瓦斯開発より一部かん水の供給を受ける。ヨウ素製造工場として、千葉工場の他に、幸治工場、九十九里工場、横芝工場を有する。

## 沿革
- 1940年（昭和15年）- 初代社長・清水三郎によって日本天然瓦斯興業株式会社設立。千葉県長生郡関村（現在の白子町の一部）に千葉工場を建設し、天然ガスの開発、ガラス製品の製造販売を行う。
- 1944年（昭和19年）- 日本鹹水工業研究所を買収し、かん水中のヨウ素、ブローム、塩等の製造を行う。
- 1954年（昭和29年）- ヨウ化カリウムの製造を開始。
- 1962年（昭和37年）- 日本オルガノ商会（現・オルガノ）との共同研究により、イオン交換樹脂法によるヨウ素の製造技術を確立。
- 1974年（昭和49年）- トーメン（現・豊田通商）が資本参加。
- 1995年（平成7年）- 関東天然瓦斯開発が資本参加。
- 1996年（平成8年）- 合同資源が資本参加。日本天然ガス株式会社に社名変更。
- 2010年（平成22年）- ヨウ素製造設備（BO法）新設。
- 2015年（平成27年）- 新社屋落成。
- 2016年（平成28年）- 東京日本橋の本社を千葉工場（現・本社）に移転。
- 2022年（令和4年）-関東天然瓦斯開発と事業再編を行い、あわせて商号を「K&Oヨウ素株式会社」に変更する。